# Rhopalizida viridana
Rhopalizida viridana là một loài bọ cánh cứng trong họ Cerambycidae.